# Dysphania porphyroides
Dysphania porphyroides là một loài bướm đêm trong họ Geometridae.